# Guardians of the Galaxy (film)

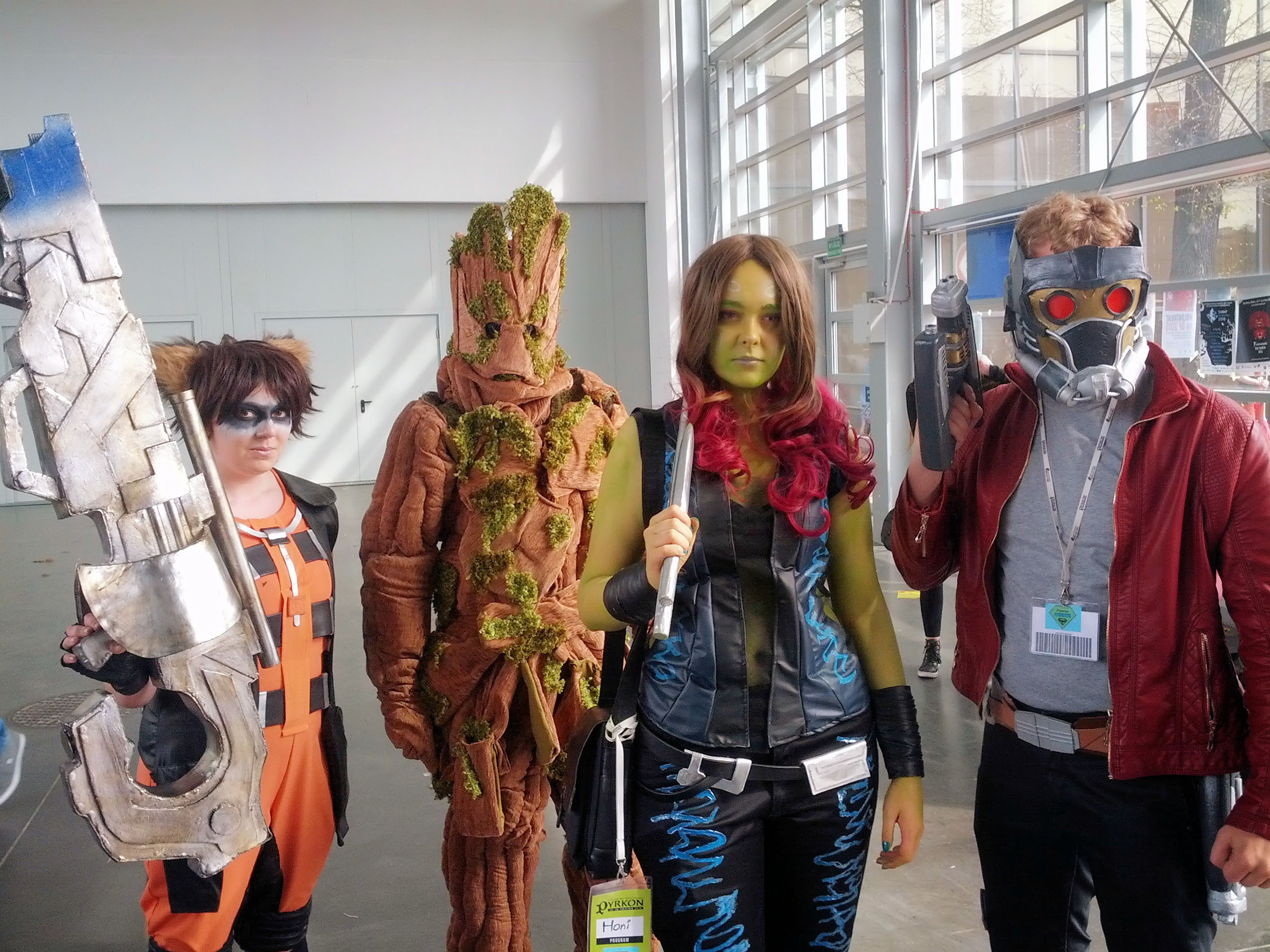
Cosplayversie van Guardians of the Galaxy

Guardians of the Galaxy is een Amerikaanse superheldenfilm uit 2014, geregisseerd door James Gunn, geproduceerd door Marvel Studios en gedistribueerd door Walt Disney Pictures. Het verhaal is gebaseerd op de strips van Marvel Comics. Het is de tiende film in het Marvel Cinematic Universe, gebaseerd op de gelijknamige stripreeks Het script is geschreven door Nicole Perlman. Hoofdrollen worden vertolkt door Chris Pratt, Zoë Saldana, Dave Bautista, Vin Diesel, Bradley Cooper, Lee Pace, Michael Rooker, Karen Gillan, Djimon Hounsou, John C. Reilly, Glenn Close, en Benicio del Toro.

## Verhaal
De film begint in 1988. Na de dood van zijn moeder wordt de jongen Peter Quill ontvoerd door een groep ruimtepiraten genaamd de Ravagers, geleid door Yondu Udonta. 26 jaar later steelt Quill een mysterieuze bol van de planeet Morag, maar wordt onderschept door Korath, een ondergeschikte van de Kree Ronan. Quill kan met de bol ontkomen, maar Yondu ontdekt de diefstal en zet een prijs op Quills hoofd, terwijl Ronan de huurmoordenaar Gamora achter Quill aanstuurt.
Quill brengt de bol naar Xandar,  de hoofdplaneet van het Nova-keizerrijk, alwaar hij het ding probeert te verkopen. Hij wordt echter overmeesterd door Gamora, die de bol steelt. Het gevecht dat volgt trekt de aandacht van twee premiejagers; Rocket en Groot. Niet veel later arriveert ook het Nova Corps en arresteert het viertal. Ze worden opgesloten in de Kyln, alwaar ze een andere gevangene Drax, ontmoeten. Deze heeft nog een appeltje te schillen met Gamora omdat haar opdrachtgever, Ronan, zijn familie vermoord heeft. Quill overtuigt Drax dat Gamora hem bij Ronan kan brengen. Gamora stemt toe. De vijf spannen samen om uit Kyln te ontsnappen en te vluchten naar Knowhere, een uitvalsbasis voor criminelen.
Ondertussen ontmoet Ronan Gamora's adoptievader, Thanos, omdat hij weet dat Gamora hem verraden heeft. Thanos' dienaar, The Other verwijt Ronan de bol niet in zijn bezit te hebben. Geïrriteerd hierdoor vermoordt Ronan hem, en eist dat Thanos de zaak meer serieus neemt. Thanos blijft echter onbewogen over de dood van zijn dienaar. Hij zegt dat hij de situatie wel serieus nemen, maar Ronan zelf niet. Hij bespot Ronan en dreigt dat hij hem op gruwelijke wijze om zal brengen als hij hem de bol niet zal brengen, maar als hij dat wel doet, zal hij zich aan hun afspraak houden. Ronan en Nebula vertrekken naar de gevangenis. Ondertussen hebben Quill en co een ontmoeting met Taneleer Tivan, alias The Collector. Hij onthult dat de bol waar Quill en Gamora achteraan zaten een van de Infinity Stones bevat; voorwerpen met onvoorstelbare krachten. Tivians assistent probeert de steen te grijpen, wat een explosie tot gevolg heeft. Ronan arriveert ter plaatse en verslaat Drax, terwijl de anderen wegvluchten in een schip, achtervolgd door Ronans troepen en Gamora's zus Nebula. Nebula vernietigt Gamora's schip en Ronans troepen bemachtigen de bol. 
Quill zoekt contact met Yondu alvorens Gamora achterna te reizen en haar te redden uit de ruimte. Yondu pikt het tweetal nadien op. Rocket, Drax en Groot voegen zich ook weer bij hen, en samen besluiten ze de bol terug te halen voordat Ronan deze kan gebruiken om het melkwegstelsel te verwoesten. Ondertussen bevestigt Ronan de infinity stone uit de bol aan zijn krijgshamer om eigenhandig de vloot van de Nova Corps te vernietigen. 
Quill en zijn groep vallen Ronans schip, de Dark Aster, aan, maar zijn geen partij voor Ronans nieuw verworven krachten. Rocket weet het tij te keren door de Dark Aster te rammen met hun eigen schip, waardoor beide schepen neerstorten op Xandar. Groot komt hierbij om het leven. Eenmaal op Xandar leidt Quill Ronan lang genoeg af zodat Drax en Rocket de krijgshamer kunnen vernietigen. Quill grijpt de Infinity Stone en gebruikt deze om Ronan te doden.
Nu het gevaar is geweken geeft Quill de Inifinity Stone aan de Nova Corps. Quills groep krijgt de titel Guardians of the Galaxy, en een volledig pardon voor al hun misdaden. Quill krijgt meer te horen over zijn afkomst; hij is slechts half mens. Zijn vader was een alien van een oud, onbekend ras. De groep vertrekt in hun eigen schip met een stek van Groot.

## Rolverdeling
| Acteur               | Personage                                           |
| -------------------- | --------------------------------------------------- |
| Chris Pratt          | Peter Quill / Star-Lord                             |
| Zoë Saldana          | Gamora                                              |
| Dave Bautista        | Drax the Destroyer                                  |
| Vin Diesel           | Groot (stem)                                        |
| Bradley Cooper       | Rocket (stem)                                       |
| Lee Pace             | Ronan the Accuser                                   |
| Michael Rooker       | Yondu Udonta                                        |
| Karen Gillan         | Nebula                                              |
| Djimon Hounsou       | Korath the Pursuer                                  |
| John C. Reilly       | Denerian Rhomann Dey                                |
| Glenn Close          | Nova Prime Irani Rael                               |
| Benicio del Toro     | The Collector / Taneleer Tivan                      |
| Laura Haddock        | Meredith Quill                                      |
| Sean Gunn            | Kraglin Obfonteri / Rocket Raccoon (motion capture) |
| Peter Serafinowicz   | Denerian Garthan Saal                               |
| Christopher Fairbank | Broker                                              |
| Gregg Henry          | Jason Quill                                         |
| Meila Kreiling       | Bereet                                              |
| Tom Proctor          | Horuz                                               |
| Tomas Arana          | Kree Ambassadeur                                    |
| Spencer Wilding      | Gemene Bewaker                                      |
| Alexis Rodney        | Moloka Dar                                          |
| Nathan Fillion       | Monster Gevangenen (stem)                           |
| Alexis Denisof       | The Other                                           |
| Ophelia Lovibond     | Carina                                              |
| Marama Corlett       | Pit Baas                                            |
| Ralph Ineson         | Ravager Piloot                                      |
| Rob Zombie           | Ravager Navigaotr                                   |
| Wyatt Oleff          | Jonge Peter Quill                                   |
| Fred the Dog         | Cosmo the Space Dog                                 |
| James Gunn           | Gemaskerde Sakaaran                                 |
| Bruce Mackinnon      | Vorker                                              |
| Mikaela Hoover       | Nova Prime's Assistent                              |
| Emmett J. Scanlan    | Hoofd Oproerwacht                                   |
| Stephen Blackehart   | Steemie Blueliver                                   |
| Lloyd Kaufman        | Gevangene                                           |
| Tyler Bates          | Ravager Piloot                                      |
| Josh Brolin          | Thanos (cameo)                                      |
| Seth Green           | Howard the Duck (stem) (post-credit scene)          |

## Ontwikkeling
Kevin Feige, president van Marvel Studios, maakte voor het eerst melding van Guardians of the Galaxy als een potentiële film tijdens de San Diego Comic-Con International van 2010. Hij bevestigde dit vermoeden nogmaals in de september 2011-editie van Entertainment Weekly. Op de San Diego Comic-Con International van 2012 werd bekend dat de film groen licht had gekregen en reeds in voorproductie was. 
Nicole Perlman, die in 2009 als scriptschrijver bij Marvel was komen werken, had vrije keus welke van Marvels minder bekende titels ze wilde gebruiken als basis voor een film. Ze koos voor Dan Abnett and Andy Lannings Guardians of the Galaxy vanwege haar interesse in ruimtevaart en sciencefiction. Begin 2012 werd ook James Gunn ingehuurd om mee te werken aan het script. Hij herschreef Perlmans versie van het script vrijwel geheel. In september 2012 kondigde Gunn aan tevens te hebben getekend voor de regie van de film. Ook werd bekend dat, in navolging van de gebeurtenissen uit Thor: The Dark World, de Infinity Stones een  belangrijk onderdeel van de plot zouden zijn in Guardians of the Galaxy. 
Eind november 2012 deden Joel Edgerton, Jack Huston, Jim Sturgess, en Eddie Redmayne auditie voor de rol van Peter Quill. In februari 2013 kreeg Chris Pratt de rol. Hij tekende meteen voor meerdere films bij Marvel. In september 2013 werd bekend dat Vin Diesel de stem van Groot zou gaan inspreken.
Opnames zouden in januari 2013 moeten beginnen in Shepperton Studios in Londen. Uiteindelijk begonnen de opnames in juli 2013 onder de werktitel "Full Tilt". De Millennium Bridge in Londen deed dienst als locatie voor de scènes op Xandar. In maart 2014 werden de opnames afgerond met wat laatste scènes in Walt Disney Studios, Californië. 
Gunn wilde zo veel mogelijk effecten voor de film tijdens de opnames al realiseren. In totaal bevat de film 2750 scènes met visuele effecten; ongeveer 90% van de film. De computeranimatie werd gerealiseerd door Moving Picture Company, Framestore, Luma Pictures, en Method Studios.

## Uitgave en ontvangst
De wereldpremière van de film was op 21 juli 2014 in het Dolby Theatre in Hollywood. De film werd in Noord-Amerika uitgebracht op 1 augustus 2014 in 3D en IMAX 3D. De film werd een financieel succes, met een openingsweekend van 94 miljoen dollar en een opbrengst in de eerste week wereldwijd van ruim 200 miljoen dollar. 
De film werd overwegend positief ontvangen door critici en kijkers. Op Rotten Tomatoes gaf 90% van de recensenten de film een positieve beoordeling. Op Metacritic kreeg de film 76 punten op een schaal van 100.

## Sequel en toekomst
Het vervolg, Guardians of the Galaxy Vol. 2, ging op 26 april 2017 in première in België en op 27 april 2017 in Nederland. De Guardians strijden mee met de Avengers in Avengers: Infinity War.